# メタ認知

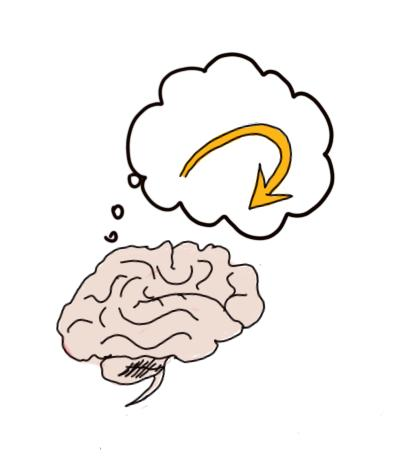
メタ認知と自己主導型学習

メタ認知（めたにんち、英: Metacognition）とは自らの思考過程を認識し、その背後にあるパターンを理解することである。この用語は「超越」または「上位」を意味する接頭辞メタに由来する。メタ認知は自分の思考法を振り返ったり、自分自身や他者が特定の問題解決戦略をいつどのように使用するかを知るなど、様々な形をとる。メタ認知には一般的に2つの構成要素がある：(1)認知概念と(2)認知調整システムである。研究によれば、メタ認知の両構成要素はメタ概念的知識と学習において重要な役割を果たしている。記憶についての知識や記憶術を指すメタ記憶はメタ認知の重要な側面である。
メタ認知に関する著作は、ギリシャの哲学者アリストテレス(384–322 BC)による2つの著作『霊魂論』と『自然学小論集』にまで遡ることができる

## 定義
この高次の認知には、アメリカの発達心理学者ジョン・H・フラベル(1976)によってメタ認知という名称が与えられた。
メタ認知という用語は文字通り「認知を超えた」という意味で、認知についての認知、あるいは非形式的には「思考についての思考」を示すために使用される。フラベルはメタ認知を認知に関する知識と認知の制御と定義した。例えば、ある人がAよりもBを学ぶことが難しいと気づいたり、Cを事実として受け入れる前に二重確認すべきだと思い至ったりするとき、その人はメタ認知を行っている（ジョン・H・フラベル ,1976, p. 232)。アンドレアス・デメトリオウの理論(ネオ・ピアジェ的認知発達理論の一つ)は、人間の心の不可欠な構成要素と見なされる自己監視、自己表現、自己調整プロセスを指すために「超認知」という用語を使用した。さらに彼は同僚とともに、これらのプロセスが処理効率と推論とともに一般知能に関与していることを示した。処理効率と推論は伝統的に流動性知能を構成すると考えられてきた。
メタ認知にはまた、学習スキル、記憶能力、学習監視能力など、自分自身の思考プロセスについて考えることも含まれる。この概念は内容指導とともに明示的に教えられる必要がある。M.D. ガルらの簡潔な声明がこの点でよく引用される：「学び方を学ぶことを学生任せにはできない。それは教えられなければならない」。
メタ認知は記憶監視と自己調整、メタ推論、意識/アウェアネスおよび自伝的意識/自己認識の研究を包含する一般的な用語である。実際には、これらの能力は自分自身の認知を調整し、思考、学習の可能性を最大化し、適切な倫理的/道徳的規則を評価するために使用される。また、意識の高まりにより特定の状況への反応時間が短縮され、問題やタスクを完了する時間を潜在的に短縮することもできる。
学生のメタ認知の文脈では、D. N. パーキンスとガブリエル・サロモンは、メタ認知が学生の進捗を監視する能力に関わることを指摘している。このプロセスの中で、学生は「今自分は何をしているのか？」「それは何かの役に立っているのか？」「代わりに他に何ができるだろうか？」などの質問をする。パーキンスとサロモンは、そのようなメタ認知的実践が学生の非生産的なアプローチを避けるのに役立つと主張する。
実験心理学の分野では、メタ認知における影響力のある区別（T. O. ネルソンとL. ナレンスによって提案された）は、モニタリング（自分の記憶の強さについての判断を行うこと）とコントロール（それらの判断を行動の指針にすること、特に学習の選択を導くこと）の間にある。ダンロスキー、セラ、ベイカー(2007)は、この区別をメタ記憶研究のレビューで取り上げ、この領域からの知見が応用研究の他の分野にどのように適用できるかに焦点を当てた。
認知神経科学の分野では、メタ認知的モニタリングとコントロールは前頭前皮質の機能と見なされており、前頭前皮質は他の皮質領域からの感覚信号を受信（モニター）し、フィードバックループを使用してコントロールを実施する（ダンロスキー＆ビョルク, 2008のシュワルツ＆ベーコンおよびシママラの章を参照）。
メタ認知は人工知能とモデリングの分野で研究されている。したがって、それは新興システム科学の関心領域である。

## 概念とモデル
メタ認知には、認知的調整によって導かれる2つの相互作用する現象がある：
1. メタ認知的知識（メタ認知的気づきとも呼ばれる）は、個人が自分自身や他者について認知的処理者としての思考や信念などについて知っていることである。
2. メタ認知的経験は、現在進行中の認知的努力に関係するような経験である。

メタ認知は思考のレベルとメタ認知的調整を指し、認知と学習経験の調整は人々が一連の活動を通じて学習を強化するのを助ける。それは学習状況のプロセスに対する積極的なメタ認知的制御または注意を含む。調整を助けるスキルには、学習課題へのアプローチ方法の計画、理解の監視、そしてタスク完了に向けた進捗の評価が含まれる。
メタ認知的知識を考慮する際、メタ認知には少なくとも3つの異なるタイプのメタ認知的認識が含まれる：
1. 宣言的知識：学習者としての自分自身についての知識と、自分のパフォーマンスに影響を与える要因についての知識を指す[3]。宣言的知識は「世界知識」とも呼ばれる[18]。
2. 手続き的知識：物事の行い方についての知識を指す。この種の知識は発見的方法や戦略として表示される[3]。高度な手続き的知識を持つことで、個人はタスクをより自動的に実行できるようになる。これはより効率的にアクセスできる多様な戦略によって達成される[19]。
3. 条件的知識：宣言的知識と手続き的知識をいつ、なぜ使用するかを知ることを指す[20]。これにより学生は戦略を使用する際にリソースを配分できるようになる。その結果、戦略はより効果的になる[21]。

これらのタイプのメタ認知的知識には以下も含まれる：
- コンテンツ知識（宣言的知識）は、学生が授業の科目に関する自分の知識を評価するなど、自分自身の能力を理解することである。すべてのメタ認知が正確であるとは限らないことに注意すべきである。研究によれば、学生は自己評価や概念の全体的な理解において、努力の欠如を理解と誤解することがよくある[22]。また、パフォーマンスがうまくいったという自信が高いほど、そのパフォーマンスに対するメタ認知的判断の正確さは低くなる[23]。
- タスク知識（手続き的知識）は、タスクの内容、長さ、種類など、タスクの難しさをどのように認識するかということである。コンテンツ知識で言及された研究では、タスクの難しさを評価する人の能力についても扱われており、それはタスクの全体的パフォーマンスに関連している。ここでも知識の正確さは歪んでおり、自分のやり方がより良い/簡単だと思った学生は評価の成績が悪い傾向がある一方、厳格かつ継続的に評価された学生は自信がないと報告するが初期評価の成績は良かった。
- 戦略的知識（条件的知識）は、情報を学ぶための戦略を使用する自分自身の能力である。幼い子どもはこれを特に得意としておらず、小学校高学年になると初めて効果的な戦略の理解を発達させ始める。

簡潔に言えば、戦略的知識には、「何を知っているか」（事実的または宣言的知識）、「いつ・なぜ知っているか」（条件的または文脈的知識）、そして「どのように知っているか」（手続き的または方法論的知識）が含まれる。
メタ認知的知識と同様に、メタ認知的調整または「認知の調整」には3つの重要なスキルが含まれる：
1. 計画：タスクのパフォーマンスに影響を与える戦略の適切な選択とリソースの正確な配分を指す。
2. モニタリング：理解とタスクパフォーマンスに対する自己意識を指す。
3. 評価：タスクの最終成果とタスクが実行された効率性を評価することを指す。これには使用された戦略の再評価も含まれる。

メタ認知的制御は認知的調整における重要なスキルであり、関連情報に認知的リソースを集中させることに関わる。同様に、タスクを完了まで遂行するためのモチベーションを維持することも、注意制御と密接に関連するメタ認知的スキルである。注意を散らす刺激（内部的・外部的の両方）を認識し、時間をかけて努力を持続する能力もまた、メタ認知的または実行機能を含む。スワンソン（1990）は、5年生と6年生の問題解決を比較した際、メタ認知的知識がIQや事前知識の不足を補うことを発見した。メタ認知が優れている学生は、IQや事前知識に関わらず、戦略をより少なく使用しながらも、メタ認知が乏しい学生よりも効果的に問題を解決したと報告されている。
自分自身の知識、思考、感情、適応戦略への認識不足は、それらに対する効率的な制御を妨げる。したがって、メタ認知は生活の質を向上させるために育成が必要な重要な生活スキルである。ストレスに対するメタ認知的スキルの不適応な使用は、否定的な心理状態や社会的反応を強化し、心理社会的機能不全につながる可能性がある。不適応なメタ認知的スキルの例には、不正確な認知概念に基づく心配、反芻、過度の警戒などがある。否定的な認知概念と関連する感情的負担の継続的なサイクルは、回避や抑圧などの否定的な対処戦略につながることが多い。これらは広範囲にわたる学習性無力感を育み、実行機能の形成を阻害し、個人の生活の質に悪影響を及ぼす。
メタ認知理論は成功した学習において重要な役割を果たし、学生と教師の両方がそれを理解することが重要である。事前テスト、自己評価、学習計画の作成などのメタ認知的トレーニングを受けた学生は試験でより良い成績を収めた。彼らは自己調整型学習者であり、「適切なツール」を活用し、効果の認識に基づいて学習戦略やスキルを修正する。メタ認知的知識とスキルの高いレベルを持つ個人は、学習の障壁をできるだけ早く特定し、目標達成を確実にするために「ツール」や戦略を変更する。また、より広い「ツール」のレパートリーも目標達成に役立つ。「ツール」が一般的、汎用的、文脈に依存しない場合、それらはさまざまな種類の学習ニーズにおいてより有用である可能性が高い。大学の講義中にテキストメッセージを受信した学生を調査した研究では、メタ認知的自己調整が高い学生は、他の学生よりも授業中に携帯電話を電源を入れた状態にしておくことで学習に影響を受ける可能性が低いことが示唆された。
最後に、領域一般的なメタ認知的スキルと領域特定的なメタ認知的スキルの区別はない。これはつまり、メタ認知的スキルは本質的に領域一般的であり、特定の教科領域に特有のスキルは存在しないことを意味する。エッセイを見直すために使用するメタ認知的スキルは、数学の問題の答えを検証するために使用するものと同じである。

### 関連概念
一部の理論家は、他者の精神状態をモデル化し理解する能力である心の理論と、自分自身の心の機能に関する理論を含むメタ認知との間に共通のメカニズムが存在すると提案している。この関連性に対する直接的な証拠は限られている。
複数の研究者がマインドフルネスをメタ認知と関連付けている。マインドフルネスには少なくとも2つの精神的プロセスが含まれる：精神的出来事の流れと、その流れに対する高次の意識である。マインドフルネスは意識的なプロセスであるという点で、一部のメタ認知プロセスと区別できる(p137)。

## 社会的メタ認知
これまでメタ認知は自己との関連で議論されてきたが、この分野の最近の研究では、この見方は過度に制限的であることが示唆されている。むしろ、メタ認知研究には他者の精神的プロセスに関する信念、それらの信念に対する文化の影響、そして自分自身に関する信念も含めるべきであると主張されている。この「拡張主義的見解」は、状況的規範や文化的期待がそれらの概念に影響を与えることを考慮せずにメタ認知を完全に理解することは不可能であると提案している。この社会心理学とメタ認知の組み合わせは社会的メタ認知と呼ばれる。
社会的メタ認知には、社会的認知に関連する考えや認識が含まれる。さらに、社会的メタ認知には他者の認知を判断することも含まれ、例えば他者の認識や感情状態を判断するなどである。これは部分的に、他者を判断するプロセスが自己を判断するのと似ているためである。しかし、個人は判断する相手についての情報が少ないため、他者の判断はより不正確になる傾向がある。これは根本的な帰属の誤りと呼ばれる効果である。類似した認知を持つことはこの不正確さを緩和でき、チームや組織、対人関係にとって有益である。

### 社会的メタ認知と自己概念
社会的メタ認知と自己概念の相互作用の例は、自己に関する潜在的理論を検討することで見出せる。潜在的理論は自己の機能に関する幅広い構成概念をカバーできるが、ここでは特に関連する2つがある：実体論と増分論である。実体論は個人の自己属性と能力が固定的で安定していると提案し、増分論はこれらの同じ構成概念が努力と経験によって変化すると提案する。実体論者は、状況が自分の制御外であると感じる可能性があるため（つまり、物事をより良くするために何もできなかったかもしれない）、学習性無力感に陥りやすく、簡単に諦める傾向がある。増分論者は失敗に直面した時に異なる反応をする：彼らは挑戦をマスターしたいと願い、したがって習熟指向のパターンを採用する。彼らはすぐにタスクに異なるアプローチを取る様々な方法を検討し始め、努力を増加させる。文化的信念もこれに影響を与える可能性がある。例えば、記憶力の低下が老化の避けられない結果であるという文化的信念を受け入れた人は、年齢を重ねるにつれて認知的に要求の厳しいタスクを避け、認知的衰退を加速させる可能性がある。同様に、女性は数学が得意ではないと主張するステレオタイプを知っている女性は、数学能力のテストでより悪い成績を収めたり、数学を完全に避けたりする可能性がある。これらの例は、自己に関する人々が持つメタ認知的信念（社会的または文化的に伝達されるかもしれない）が、持続性、パフォーマンス、モチベーションに重要な影響を与える可能性があることを示している。

### 社会的メタ認知の機能としての態度
個人が態度についてどのように考えるかは、行動の仕方に大きく影響する。態度に関するメタ認知は、個人がどのように行動するか、特に他者とどのように交流するかに影響を与える。
態度のいくつかのメタ認知的特性には重要性、確実性、知覚された知識があり、それらは異なる方法で行動に影響を与える。態度の重要性は行動の最も強力な予測因子であり、個人の情報探索行動を予測できる。態度の重要性は、態度の確実性よりも行動に影響を与える可能性が高い。投票などの社会的行動を考える場合、ある人は高い重要性を持っていても低い確実性を持っているかもしれない。これは、誰に投票するか確信が持てなくても、その人が投票する可能性が高いことを意味する。一方、投票したい相手について非常に確信を持っている人でも、それが彼らにとって重要度が低ければ、実際には投票しないかもしれない。これは対人関係にも適用される。ある人は家族について多くの好意的な知識を持っているかもしれないが、それが重要度が低ければ、家族との緊密な関係を維持しないかもしれない。
態度のメタ認知的特性は、態度がどのように変化するかを理解する鍵となる可能性がある。研究によれば、ポジティブまたはネガティブな思考の頻度が態度変化における最大の要因である。気候変動が発生していると信じているが、「気候変動の責任を受け入れるなら、ライフスタイルを変えなければならない」などのネガティブな考えを持っている人がいるかもしれない。これらの個人は、同じ問題についてポジティブに考える人（例えば「電力使用量を減らすことで、地球を助けることになる」）と比較して、行動を変える可能性は低いだろう。
行動変化の可能性を高めるもう一つの方法は、態度の源に影響を与えることである。個人自身の考えやアイデアは、他者のアイデアに比べて態度に対してはるかに大きな影響を持つ。したがって、人々がライフスタイルの変化が自分自身から来ていると見なすとき、その効果は友人や家族からの変化よりもはるかに強力である。これらの考えは、「禁煙することは家族にとって重要である」というよりも「私にとって重要だから禁煙したい」というように、個人的な重要性を強調する方法で再構成することができる。文化的差異やグループイデオロギーの重要性についてはさらなる研究が必要であり、これらの結果を変える可能性がある。

### 社会的メタ認知とステレオタイプ
人々は自分自身のステレオタイプ的な信念の適切性、正当性、社会的判断可能性について二次的な認知を持っている。人々はステレオタイプ的な判断を下すことが一般的に許容されないことを知っており、そうしないように意識的な努力をする。微妙な社会的手がかりはこれらの意識的な努力に影響を与える可能性がある。例えば、他者を判断する能力について誤った自信を与えられると、人々は社会的ステレオタイプに頼ることに戻る。文化的背景はステレオタイプを含む社会的メタ認知的前提に影響を与える。例えば、記憶力が老化とともに低下するというステレオタイプがない文化では、記憶力パフォーマンスに年齢差が見られない。
他者について判断する際、人間の特性の安定性対可変性に関する潜在的理論も社会的ステレオタイプにおける違いを予測する。特性の実体理論を持つことは、人々がグループメンバー間の類似性を見てステレオタイプ的な判断を利用する傾向を増加させる。例えば、増分的信念を持つ人々と比較して、特性の実体的信念を持つ人々は、民族的・職業的グループについてより多くのステレオタイプ的特性判断を使用し、新しいグループについてもより極端な特性判断を形成する。個人のグループに対する前提と潜在的理論が組み合わさると、よりステレオタイプ的な判断が形成される可能性がある。他者が自分について持っていると信じているステレオタイプはメタステレオタイプと呼ばれる。

## 動物のメタ認知

### 非ヒト霊長類における

#### チンパンジー
ベラン、スミス、パードゥー（2013）はチンパンジーが情報探索課題においてメタ認知的モニタリングを示すことを発見した。彼らの研究では、言語訓練を受けた3頭のチンパンジーに食べ物を得るためにキーボードを使って食品名を入力するよう求めた。容器内の食べ物は見えるようになっているか、容器の中身を見るために近づく必要があるかのいずれかであった。研究の結果、チンパンジーは容器内の食べ物が隠されている場合、最初に容器の中身を確認することが多かった。しかし食べ物が見える場合は、チンパンジーはより直接的にキーボードに近づき、容器を再度見ることなく食べ物の名前を報告する傾向が強かった。彼らの結果は、チンパンジーが自分が見たものを知っており、情報が不完全な場合には効果的な情報探索行動を示すことを示唆している。

#### アカゲザル（Macaca mulatta）
モーガンら（2014）はアカゲザルが同じ記憶課題において回顧的および予測的メタ認知的判断の両方を行うことができるかどうかを調査した。リスク選択が導入され、サルの記憶に対する自信を評価した。2頭のオスのアカゲザル（Macaca mulatta）はまず、食物報酬と交換するためのトークンを蓄積できるコンピュータ化されたトークン経済タスクで訓練された。サルには一般的な物体の複数の画像が同時に提示され、その後移動する境界線が画面上に表示されてターゲットが示される。提示直後に、ターゲット画像といくつかの妨害画像がテストで表示された。訓練段階では、サルは反応した後すぐにフィードバックを受けた。正解した場合は2つのトークンを獲得できるが、間違った場合は2つのトークンを失った。
実験1では、回顧的メタ記憶判断をテストするために、反応完了後に自信評価が導入された。各反応の後、高リスクと低リスクの選択肢がサルに提供された。低リスクオプションを選択した場合、正確さに関係なく1つのトークンを獲得できた。高リスクを選択した場合、そのトライアルの記憶反応が正確であれば3つのトークンで報酬を得たが、間違った反応をした場合は3つのトークンを失った。モーガンらの研究（2014）では、2頭のアカゲザルにおいて記憶の正確さとリスク選択の間に有意な正の相関が見られた。つまり、作業記憶タスクで正解した場合は高リスクオプションを選択する可能性が高く、記憶タスクで失敗した場合は低リスクオプションを選択する傾向があった。
次にモーガンら（2014）は実験2でサルの予測的メタ認知モニタリングスキルを調査した。この研究では、将来の出来事に対する判断を測定するために、実際の反応をする前に低リスクまたは高リスク自信判断を行うよう2頭のサルに求めた点を除いて、同じデザインを採用した。同様に、サルは作業記憶タスクで正解する前に高リスク自信判断を選択することが多く、不正解の反応をする前には低リスクオプションを選択する傾向があった。これらの2つの研究は、アカゲザルが自分のパフォーマンスを正確に監視できることを示し、サルのメタ認知能力の証拠を提供した。

### ラットにおいて
非ヒト霊長類に加えて、他の動物もメタ認知を示している。フットとクリスタル（2007）はラットが知覚弁別課題において、自分が知っていることを知っているという最初の証拠を提供した。ラットは短い音か長い音かを分類することが求められた。中間の持続時間を持ついくつかの音は、短いか長いかを区別するのが難しかった。ラットにはいくつかのトライアルでテストを受けることを辞退するオプションが提供されたが、他のトライアルでは回答を強制された。テストを受けて正しく回答した場合、高い報酬を受け取るが、音の分類が不正確だった場合は報酬なしだった。しかし、ラットがテストを辞退した場合、より小さな報酬が保証された。結果は、音の弁別の難しさが増すにつれて、ラットはテストを辞退する可能性が高くなることを示した。これはラットが正解を持っていないことを知っており、報酬を受け取るためにテストを辞退したことを示唆している。もう一つの発見は、強制的に回答させられた場合と比較して、テストを受けることを選択した場合のパフォーマンスが向上したことであり、これはいくつかの不確かなトライアルが辞退され、正確さが向上したことを証明している。
これらの反応パターンは、自己の精神状態を積極的に監視していることに起因する可能性がある。あるいは、環境的手がかり連合などの外部的手がかりが弁別課題における彼らの行動を説明するために使用される可能性がある。ラットは時間の経過とともに中間的刺激と辞退オプションの間の関連性を学習した可能性がある。より長い反応潜時や刺激に固有のいくつかの特徴が、テストを辞退するための識別手がかりとして機能する可能性がある。したがって、テンプラー、リー、プレストン（2017）は嗅覚に基づく遅延見本合わせ（DMTS）記憶課題を使用して、ラットがメタ認知的応答を適応的に行う能力があるかどうかを評価した。ラットはまず標本臭を暴露され、遅延後に辞退するか4択記憶テストを受けるかを選択した。正しい臭いの選択は高い報酬と関連しており、不正解の選択には報酬がなかった。辞退オプションは小さな報酬を伴っていた。
実験2では、テストの前に標本臭が提供されない「無標本」トライアルがいくつか記憶テストに追加された。ラットが内部的に記憶強度を評価できる場合、標本臭がない場合の方が標本臭がある場合よりも辞退頻度が高くなると彼らは仮説を立てた。あるいは、辞退オプションが外部環境的手がかりによって動機づけられる場合、利用可能な外部手がかりがないため、ラットはテストを辞退する可能性が低くなるだろう。結果は、ラットが通常の標本トライアルと比較して無標本トライアルでテストを辞退する可能性が高いことを示し、ラットが内部記憶強度を追跡できるという考えを支持した。
他の潜在的可能性を排除するために、彼らは標本臭を2回提供することで記憶強度を操作し、学習とテストの間の保持間隔を変化させた。テンプラーら（2017）は、標本に2回暴露されていた場合、ラットはテストを辞退する可能性が低いことを発見した。これは、これらの標本に対する記憶強度が増加したことを示唆している。短時間の遅延後のテストよりも長時間の遅延後の標本テストがより頻繁に辞退された。これは短時間の遅延後の方が記憶が良かったためである。全体として、彼らの一連の研究は、ラットが記憶と忘却を区別でき、環境的手がかり連合などの外部手がかりによって辞退使用が調整される可能性を排除できることを示した。

### ハトにおいて
ハトのメタ認知に関する研究は限定的な成功を収めている。インマンとシェトルワース（1999）は遅延見本合わせ（DMTS）手順を用いてハトのメタ認知をテストした。ハトには3つの標本形状（三角形、四角形、星形）のうちの1つが提示され、保持間隔の終わりに3つの刺激が同時に画面上に現れたときに一致する標本をつつくよう求められた。安全キーもいくつかのトライアルで3つの標本刺激の横に提示され、そのトライアルを辞退することができた。ハトは正しい刺激をつついた場合に高い報酬を、安全キーをつついた場合は中程度の報酬を受け取り、間違った刺激をつついた場合は何も得られなかった。インマンとシェトルワース（1999）の最初の実験では、刺激の提示とテストの間の保持間隔が長くなるにつれて、ハトの正確さが低下し、安全キーを選択する可能性が高くなることがわかった。しかし、実験2で、テスト段階前にハトに逃避するかテストを受けるかのオプションが提示された場合、安全キーの選択と保持間隔の長さとの間に関連性は見られなかった。アダムスとサンティ（2011）もDMTS手順を用いて、ハトが照明の持続時間を弁別する知覚弁別課題を行った。初期テストでは、保持間隔が増加するにつれてハトが逃避オプションを選択する頻度は増加しなかった。広範な訓練後、彼らは困難なトライアルから逃避することを学習した。しかし、これらのパターンはハトが逃避反応とより長い保持遅延の間の関連性を学習した可能性に起因する可能性がある。
DMTSパラダイムに加えて、カストロとワッサーマン（2013）はハトが同異弁別課題において適応的かつ効率的な情報探索行動を示すことができることを証明した。2つのアイテム配列が同時に提示され、2セットのアイテムが同一であるか異なるかを区別する必要があった。ハトは難易度が異なる2つの配列を区別する必要があった。ハトには「情報」ボタンと「ゴー」ボタンがいくつかのトライアルで提供され、配列内のアイテム数を増やして弁別を容易にするか、ゴーボタンをつついて回答を促すことができた。カストロとワッサーマンは、タスクが難しいほど、ハトが弁別タスクを解決するために情報ボタンを選択する頻度が高いことを発見した。この行動パターンは、ハトが内部的にタスクの難しさを評価し、必要な場合に積極的に情報を探すことができることを示している。

### イヌにおいて
イヌは自分が獲得した情報またはしていない情報に敏感であるというメタ認知のある程度のレベルを示している。ベルガー＆ブロイアー（2018）はイヌが不確かな状況に直面したとき、追加情報を求めることができるかどうかを調査した。実験者は報酬を2つのフェンスのうちの1つの後ろに隠し、イヌはその報酬がどこに隠されたかを見ることができるかできないかのどちらかであった。その後、イヌはフェンスの周りを歩いて報酬を見つけるよう促された。イヌは餌付けプロセスを見なかった場合、報酬が隠された場所を見た場合と比較して、フェンスを選択する前により頻繁に確認した。しかし、類人猿とは対照的に、餌を置いてからフェンスを選択するまでの遅延が長くなった場合、イヌはより多くの確認行動を示さなかった。彼らの発見は、イヌが情報探索行動のある側面を持っているが、類人猿と比較して柔軟性が低いことを示唆している。

### イルカにおいて
スミスら（1995）は聴覚閾値パラダイムにおいてイルカがメタ認知的モニタリングの能力を持っているかどうかを評価した。バンドウイルカは高周波音と低周波音を弁別するよう訓練された。小さな報酬と関連する逃避オプションがいくつかのトライアルで利用可能だった。彼らの研究は、イルカが弁別するのが難しいトライアルでは不確実反応を適切に使用できることを示した。

### 論争
非ヒト霊長類、特に大型類人猿とアカゲザルがメタ認知的制御とモニタリング行動を示すというコンセンサスがある。しかし、ラットやハトなどの他の動物では、より収束性の低い証拠が見られた。一部の研究者はこれらの方法を批判し、これらのパフォーマンスは低レベルの条件付けメカニズムによって説明される可能性があると主張した。動物は単純な強化モデルを通じて報酬と外部刺激の間の関連性を学習した。しかし、多くの研究は強化モデル単独では動物の行動パターンを説明できないことを実証している。動物は具体的な報酬がない場合でも適応的なメタ認知行動を示している。

## 戦略
メタ認知的プロセスは、自己調整学習の議論においては特に普遍的である。自己調整は学習に対する認識と更なる学習方法の計画を通じてメタ認知を必要とする。注意深いメタ認知は優れた自己調整学習者の顕著な特徴であるが、自動的な適用を保証するものではない。メタ認知の集団的議論を強化することは、自己批判的かつ自己調整的な社会グループの顕著な特徴である。戦略の選択と適用の活動には、継続的な計画、確認、監視、選択、改訂、評価などの試みに関わるものが含まれる。
メタ認知は「安定的」である。つまり、学習者の初期の決定は、何年もの学習経験を通じて認知に関連する事実から導き出される。同時に、それはタスクへの学習者の親しみ、モチベーション、感情などに依存するという意味で「状況的」でもある。個人は戦略に関する思考を調整し、その戦略が適用される状況に基づいて調整する必要がある。プロフェッショナルレベルでは、これは特に教育や医療の専門分野における内省的実践の発展に重点を置くことにつながっている。
最近、この概念は外国語または第二言語としての英語の分野や応用言語学一般における第二言語学習者の研究に適用されている（例：Wenden, 1987; Zhang, 2001, 2010）。この新しい展開は、メタ認知の概念が3部構成の理論的枠組みの中で詳述されたフラベル（1979）と大きく関連している。学習者メタ認知は、個人知識、タスク知識、戦略知識を検討することによって定義され、調査される。
ウェンデン（1991）はこの枠組みを提案し使用しており、張（2001）はこのアプローチを採用し第二言語学習者のメタ認知またはメタ認知的知識を調査した。学習者のメタ認知とパフォーマンスの関係を探求することに加えて、研究者たちはまた読解力におけるメタ認知指向の戦略的指導の効果にも関心を持っている（例：第一言語の文脈ではGarner, 1994; 第二言語の文脈ではChamot, 2005; Zhang, 2010）。これらの取り組みは学習者の自律性、相互依存、自己調整学習の発展を目指している。
メタ認知は人々が多くの認知的タスクをより効果的に実行するのを助ける。メタ認知を促進する戦略には、自己質問（例：「このトピックについて私は既に何を知っているか？以前にこのような問題をどのように解決したことがあるか？」）、タスク実行中の声に出して考えること、自分の思考や知識の図式表現（例：概念マップ、フローチャート、セマンティックウェブ）を作ることなどがある。カー（2002）は、書くという物理的行為がメタ認知的スキルの発達に大きく貢献すると主張している。
戦略評価マトリックス（SEM）はメタ認知の認知についての知識コンポーネントを改善するのに役立つ。SEMは特定の戦略に関する宣言的知識（列1）、手続き的知識（列2）、条件的知識（列3と4）を特定することで機能する。SEMは個人が特定の戦略の強みと弱みを特定し、レパートリーに追加できる新しい戦略を紹介するのに役立つ。
調整チェックリスト（RC）は、メタ認知の認知調整の側面を改善するための有用な戦略である。RCは個人が自分自身のメタ認知を見直すことができる一連の思考を実装するのに役立つ。キング（1991）は、調整チェックリストを使用した5年生がコントロール学生より、筆記問題解決、戦略的質問、情報の精緻化など様々な質問において成績が上回ることを発見した。
学生に教えることができる戦略の例としては、単語分析スキル、積極的読解戦略、聴取スキル、組織スキル、記憶術の作成などがある。
ウォーカーとウォーカーは学校学習におけるメタ認知のモデルとして操舵認知を開発した。これは外部学習課題との関連で推論と処理戦略に対する意識的な制御を行使する心の能力を表している。数学に取り組む際に注意と推論戦略に対するメタ認知的調整能力を行使し、次に科学や英文学の学習に取り組む際にそれらの戦略を転換できる能力を持つ生徒は、中等学校でより高い学業成績と関連することが研究で示されている。

## メタ戦略的知識
「メタ戦略的知識」（MSK）はメタ認知のサブコンポーネントであり、高次思考戦略に関する一般的知識と定義される。MSKは「操作されている認知的手順に関する一般的知識」と定義されてきた。MSKに含まれる知識は「思考戦略に関する一般化を行い規則を導き出すこと」と思考戦略に「名前を付ける」ことで構成される。
メタ戦略的戦略の重要な意識的行為は、高次思考の形式を実行していることの「意識的な」認識である。MSKは特定の事例で使用されている思考戦略のタイプの認識であり、以下の能力から構成される：思考戦略に関する一般化を行い規則を導き出すこと、思考戦略に名前を付けること、そのような思考戦略をいつ、なぜ、どのように使用すべきか、いつ使用すべきではないか、適切な戦略を使用しないことの欠点は何か、そしてどのようなタスク特性がその戦略の使用を要求するかを説明すること。
MSKは概念的問題のより広い視点を扱う。それはこれらのプロセスを活用する人々の周りの物理的世界を記述し理解するための規則を作り出す。これは高次思考と呼ばれる。これは個人が複雑な問題を分解して構成要素を理解する能力である。これらは反省と問題解決を通じて「全体像」（主要な問題の）を理解するための基盤である。

## 行動
最近の研究によれば、スポーツ専門知識の社会的および認知的次元の両方がメタ認知的視点から適切に説明できる。メタ認知的推論と心理的スキルトレーニングを含むドメイン一般的スキルの可能性は、専門的パフォーマンスの起源に不可欠である。さらに、メンタルイメージリー（例：メンタルプラクティス）と注意戦略（例：ルーティン）の両方が専門知識とメタ認知の理解に貢献することは注目に値する。
行動理解におけるメタ認知の可能性は、1996年にメタ注意の役割について議論したエイダン・モランによって最初に強調された。最近の研究イニシアチブ、英国心理学会によって資金提供されたMETAと呼ばれる研究セミナーシリーズは、メタモチベーション、メタ感情、思考と行動（メタ認知）という関連構成概念の役割を探求している。

## 精神疾患

### 興味の火花
精神保健の文脈において、メタ認知は「自己であるという主観的感覚を強化し、自分の思考や感情の一部が疾患の症状であることに気づくことを可能にする」過程と緩やかに定義することができる。メタ認知への関心は、個人が自分自身の精神状態を他者と比較して理解する能力、および苦痛の原因に対処する能力への懸念から生じた。個人の精神健康状態に関するこれらの洞察は、全体的な予後と回復に大きな影響を及ぼすことがある。
メタ認知は人間の通常の日常機能に関する多くの独自の洞察をもたらす。また、これらの洞察の欠如が「正常な」機能を損なうことも示している。これはより健全ではない機能につながる。自閉症スペクトラムでは、心の理論に深刻な欠陥があると推測される。
アルコール依存症者として自認する人々においては、認知を制御する必要性が不安よりもアルコール使用の独立した予測因子であるという信念がある。アルコールは、否定的な認識によって形成される望ましくない思考や感情を制御するための対処戦略として使用されることがある。これは時にセルフメディケーションと呼ばれる。

### 影響
エイドリアン・ウェルズとジェラルド・マシューズの理論は、望ましくない選択に直面したとき、個人が「オブジェクト」と「メタ認知的」という2つの異なるモードで操作できることを提案している。オブジェクトモードでは知覚された刺激を真実として解釈するが、メタ認知モードでは思考を重みづけられ評価されるべき手がかりとして理解する。それらは簡単には信頼されない。各患者に固有の標的化された介入があり、これにより統合失調症と診断された人々のメタ認知を増加させる援助が、個別化された精神療法を通じて可能であるという信念が生じる。カスタマイズされた治療が行われることで、クライアントはより複雑な自己内省に従事する能力を発展させる可能性を持つ。これは最終的に患者の回復過程における重要な転機となり得る。強迫スペクトラムでは、認知的定式化はこの障害に関連する侵入思考により大きな注意を払っている。「認知的自己意識」は思考に注意を集中させる傾向である。OCDの患者はこれらの「侵入思考」の様々な度合いを例示している。また全般性不安障害のある患者も認知において否定的な思考プロセスを示す。
認知-注意症候群（CAS）は感情障害のメタ認知モデルを特徴づけている（CASは脅威の源に過度に焦点を当てる注意戦略と一致している）。これは最終的にクライアント自身の信念を通じて発展する。メタ認知療法はCASにおけるこの変化を修正しようとする。このモデルの技法の一つは注意訓練（ATT）と呼ばれる。これは制御感と認知的認識によって心配と不安を軽減するために設計された。ATTはまた、クライアントが脅威を検出し、現実がどれほど制御可能に見えるかをテストするよう訓練する。
アッシャー・コリアットの研究に続いて、自信をメタ認知の中心的側面と見なし、精神病に対するメタ認知トレーニングは統合失調症患者の過度の自信を減少させ、認知バイアスの認識を高めることを目指している。メタアナリシスによると、このタイプの介入は妄想と幻覚を改善する。

## 芸術作品としてのメタ認知的人工物
メタ認知の概念は読者反応批評にも適用されている。小説、映画、音楽作品を含む物語芸術作品は、芸術家が受け手の信念と認知プロセスを予測し調整するために設計したメタ認知的人工物として特徴づけることができる。例えば、推理小説の読者に出来事とその原因やアイデンティティがどのように、そしてどのような順序で明らかにされるかなどである。メナヘム・ペリーが指摘したように、単なる順序でも文章の美的意味に深い影響を与える。物語芸術作品は、自身の理想的な受容プロセスの表現を含んでいる。それらは作品の創造者が特定の美的、さらには道徳的効果を達成しようとするためのある種の道具である。

## マインドワンダリング
マインドワンダリングとメタ認知の間には親密で動的な相互作用がある。メタ認知は心が彷徨うのを修正し、自発的な思考を抑制し、より「価値のある」タスクに注意を引き戻す役割を果たす。

## 組織的メタ認知
メタ認知の概念は一般的に集団チームや組織にも適用されており、組織的メタ認知と呼ばれている。